# Georg Adolf von Schelhorn
Georg Adolf von Schelhorn (auch Adolph) (* 31. Juli 1806 in Memmingen; † 9. Februar 1855 in München) war ein deutscher Politiker.

## Leben
Als Sohn einer alten Memminger Familie geboren, studierte Schelhorn nach dem Besuch des Gymnasiums in Augsburg zuerst Evangelische Theologie und dann Rechtswissenschaften in Erlangen und München. Während seines Studiums wurde er 1824 Mitglied der Burschenschaft Arminia Erlangen und 1825 Mitglied der Burschenschaft Germania im Schwan Erlangen. Nach seiner juristischen Ausbildung wurde er 1837 zum Rechtsrat und 1842 zum Rechtskundigen Bürgermeister in Memmingen gewählt. 1848 gehörte er dem Wahlkomitee zur Frankfurter Nationalversammlung an und war Wahlmann zum Frankfurter Parlament. Von 1849 bis 1853 war er Abgeordneter zum Bayerischen Landtag.